# Azul (Argentina)
Azul è una cittadina della provincia argentina di Buenos Aires capoluogo amministravo del partido omonimo.

## Geografia
Azul è situata nel centro della provincia bonaerense, lungo le rive del torrente omonimo, a 303 km a sud-ovest della capitale Buenos Aires.

## Storia
Nel 1832 il dittatore Juan Manuel de Rosas ordinò la costruzione di un fortino presso l'area occupata dall'odierna città, al fine di proteggere i confini sud-orientali della provincia di Buenos Aires dalle incursioni e dalle razzie dei nativi. Il 16 dicembre dello stesso anno il colonnello Pedro Burgos fondo il forte di San Serapio Mártir del Azul. Nei decenni successivi, grazie alla stabilizzazione dell'area, alla costruzione di moderne infrastrutture come la ferrovia e al conseguente afflusso di coloni d'origine europea il villaggio iniziò ad espandersi. Nel 1895 Azul ottenne lo status di città. 
La notte tra il 18 ed il 19 dicembre 1974 la locale caserma dell'esercito venne assaltata dai militanti dell'ERP. Nel corso dello scontro a fuoco morirono tre militari ed un guerrigliero.

## Monumenti e luoghi d'interesse
- Cattedrale di Nostra Signora del Rosario

## Società

### Religione
La città è sede della diocesi di Azul, istituita il 20 aprile 1934 e suffraganea dell'arcidiocesi di La Plata.

## Cultura

### Istruzione

#### Musei
- Museo Etnografico "Enrique Squirru"
- Museo d'Arte López Claro

### Teatri
- Teatro Spagnolo

## Infrastrutture e trasporti

### Strade
Azul è attraversata dalla strada nazionale 3, che unisce Buenos Aires alla Patagonia.

### Ferrovie
Azul è dotata di una propria stazione posta lungo la rete ferroviaria General Roca. Vi fermano i treni a lunga percorrenza della tratta Buenos Aires-Bahía Blanca.